# Seksualiteit in de oudheid
In dit artikel wordt een overzicht gegeven van de wijze waarop in de oudheid met seksualiteit werd omgegaan.

## De Griekse oudheid

### Maatschappijstructuur
De Griekse samenleving van 800 voor Chr. tot circa 200 na Chr. was een sterk gelaagde samenleving. In de vierde eeuw voor Chr. was circa 25% van de totale bevolking slaaf. Er was slechts een kleine vrije elite die de lakens uitdeelde. Vrouwen en kinderen hadden in deze samenleving ook een uitermate ondergeschikte positie. De vrouw had geen bevoegdheden en was ook juridisch handelingsonbekwaam. Zelfs het doen van boodschappen was het werk van de man. Het huwelijk werd beschouwd als instelling tot het verkrijgen van kinderen. De man kon zijn vrouw zonder opgave van redenen wegzenden en het huwelijk verbreken. Meisjes werden tussen hun 12e en 14e jaar uitgehuwelijkt. Ten diepste was de Griekse samenleving een mannenmaatschappij, waarbij de heersende mannelijke elite - de vrije mannen - de mores bepaalde. Alhoewel we toch moeten beseffen dat de Griekse samenleving een stadscultuur was, met honderden verschillende steden. Bijvoorbeeld, de bewering door enkele geschiedkundigen dat de Spartaanse vrouw gelijkwaardig beschouwd wordt als de Spartaanse man, zorgt voor enorm veel onenigheid binnen de historische wereld. Een bewering die moeilijk bewezen kan worden door een gebrek aan geschreven bronnen. In deze context kreeg de seksualiteit gestalte.

### Seksuele normen en gewoontes
"Erotiek en beleving van de seksualiteit waren bij de Grieken aan geheel andere normen onderhevig dan die waaraan wij in de laatste eeuwen in West-Europa gewend waren en tot op zekere hoogte nog zijn."
Huwelijksontrouw was voor mannen gewoon. Bij vrouwen echter was het verboden.
Seksualiteit was in de Griekse oudheid niet gebonden aan algemene normen, maar gestoeld op de erkenning van de seksuele behoeften van de man. Naast strenge zedigheid (vooral een eis voor vrouwen) was er sprake van de grofste uitspattingen. Prostitutie was een algemeen verbreid en getolereerd verschijnsel. De prostituees waren meestal slavinnen of vreemdelingen. Ook kende men de zogenoemde pederastie, een liefdesrelatie, inclusief lichamelijke intimiteiten, tussen een oudere man en een jongen. Vermoedelijk heeft deze vorm van seksualiteit zijn oorsprong in het soldatenleven. Pederastie werd veelal gesublimeerd tot een pedagogische relatie, waarbij de oudere man voorgaf zijn pupil te vormen tot een ideale man. 

### Seksualiteit in de kunst
Voor het bekijken van seksualiteit in de oudheid kunnen we volgende vraag stellen: Hoe leefde seksualiteit onder de bevolking uit de klassieke oudheid?
In de Griekse samenleving werden er erotische gedichten geschreven. Dit blijkt uit een Griekse hanger die is teruggevonden in een Romeinse stad. De hanger dateert van de tweede of derde eeuw. Op de hanger staat een Griekse tekst: 
ΛΕΓΟΥΣΙΝ
Α ΘΕΛΟΥΣΙΝ
ΛΕΓΕΤΩΣΑΝ
ΟΥ ΜΕΛΙ ΜΟΙ
ΣΥ ΦΙΛΙ ΜΕ
ΣΥΝΦΕΡΙ ΣΟΙ
Vertaald naar het Nederlands krijg je dan: 
Ze zeggen toch
wat ze willen.
Laat ze maar kletsen,
mij doet het niets.
Jij moet me beminnen,
dat doet je goed.
Deze bron is zeker betrouwbaar en representatief voor het beantwoorden van de historische vraag die bovenaan werd gesteld. Het gaat hier namelijk over een hanger waarop een gedicht geschreven staat over het beminnen van een persoon en dus een vorm van liefde. Waarschijnlijk was deze hanger eigendom van een prostituee om haar minnaars te overtuigen haar te beminnen. Een andere interpretatie is dat de vrouw deze hanger als cadeau kreeg van haar eigenaar. Over de maker van de bron ontbreekt er informatie. 
Deze Griekse hanger is in 2023 te bekijken in het museum van Aquincum in Hongarije. 

## De vroegchristelijke kerk

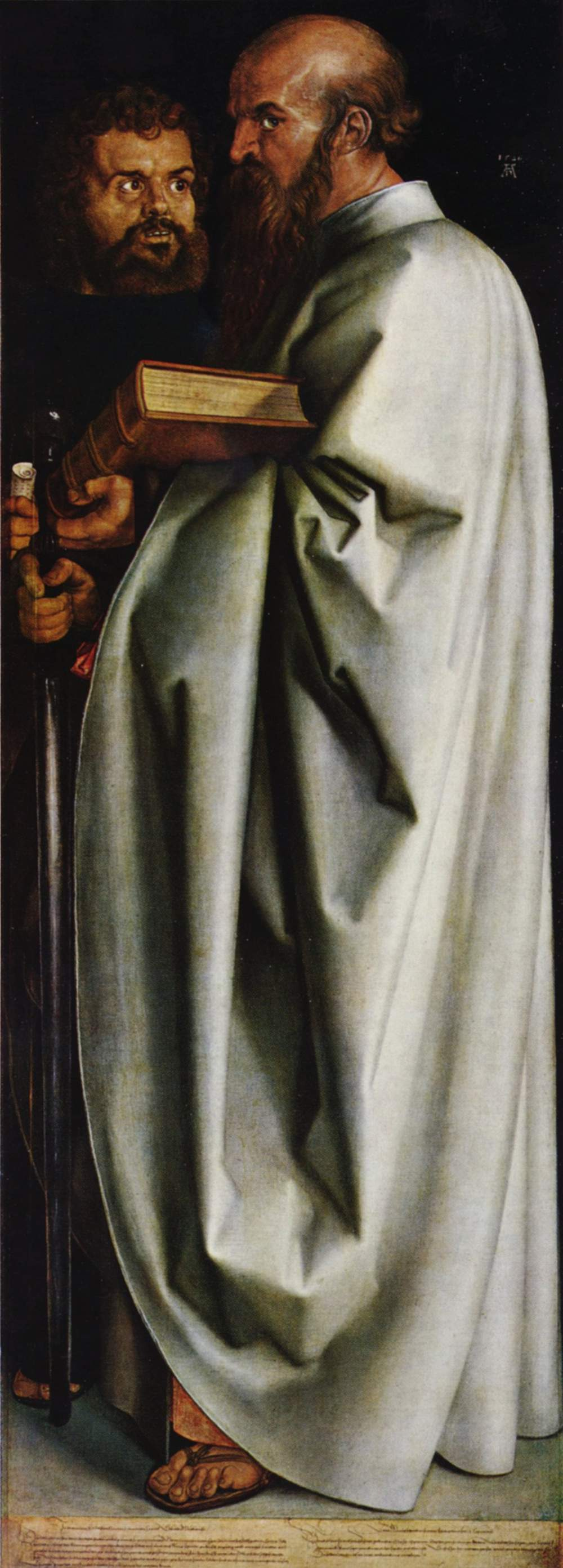
Apostel Paulus

### Wereldbeeld vroege christenen
Het spreken van de vroeg-christelijke kerk moet verstaan worden tegen de achtergrond van de klassieke cultuur. In de eerste plaats was de klassieke cultuur sterk gelaagd. Er was een groot verschil tussen vrijen en slaven. Het leven van een slaaf was geen prettig leven, want een slaaf werd vaak seksueel misbruikt.
In die wereld brengt Paulus de boodschap: "Want zovelen als gij in Christus gedoopt zijt, hebt gij Christus aangedaan. Daarin is noch Jood noch Griek; daarin is noch dienstbare noch vrije; daarin is geen man en vrouw; want gij allen zijt één in Christus Jezus." (Gal. 3:27-28). Iedereen is voor God gelijk. En in de gemeente behoren geen rangen en standen te gelden. In die gemeente (Grieks: ekklesia) is iedereen broeder of zuster van elkaar. Een heel opmerkelijke gedachte in de klassieke wereld.

### Seksuele moraal
De boodschappers van het Evangelie brengen een strikte zedelijke moraal. Seksualiteit moet geheel plaatsvinden op basis van vrijwilligheid en beperkt blijven tot de relatie tussen man en vrouw binnen het huwelijk. Allerlei andere vormen van seksualiteit en seksueel geweld worden afgewezen. Op talloze plaatsen in het Nieuwe Testament waarschuwt de apostel Paulus tegen hoererij (Grieks: porneia). In de brief aan de gemeente van Korinthe lezen we onder andere: "Vliedt de hoererij. Alle zonde, die de mens doet, is buiten het lichaam, maar die hoererij bedrijft, zondigt tegen zijn eigen lichaam." (1 Kor. 6:18). Sterk dringt Paulus aan op het monogame huwelijk. Te midden van alle ontluistering en seksueel geweld was dit bepaald een nieuw en oorspronkelijk geluid. Toch was de christelijke boodschap voor velen in de klassieke cultuur zeer aansprekend. Velen in de klassieke wereld zijn ook voor deze boodschap gewonnen. De hoge zedelijke normen die de eerste christenen voorstonden (ieder is voor God gelijk; streven naar zedelijke zuiverheid en kuisheid) waren een krachtige propaganda voor de christelijke boodschap.
Alles bij elkaar was de vroeg-christelijke visie, gebaseerd op de Tien geboden, dat seksualiteit slechts een plaats kon en mocht krijgen binnen het huwelijk tussen man en vrouw. Het was in de klassieke wereld een heel opmerkelijke boodschap. Deze gedachte werd door de christenen met kracht gepraktiseerd.

### Radicalisering in vijfde eeuw
In de vijfde eeuw, onder anderen bij Augustinus, zien we een radicalisering van de christelijke boodschap optreden.
Er was een tendens om iedere seksualiteit te wantrouwen. Dit speelde ook een rol bij de roep om celibaat van priesters.
Augustinus, die aanvankelijk in concubinaat leefde, wilde na zijn bekering tot het christendom zuiver en kuis leven. Hij dacht dat het beter was om geen seksuele omgang te hebben. De visie van Augustinus heeft een sterk platonische inslag. Uit de visie van Augustinus is later het celibaat voor geestelijken ontstaan. Dit celibaat is nog steeds van kracht in de Rooms-Katholieke Kerk. De Reformatie heeft het celibaat voor geestelijken verworpen: de hervormers Maarten Luther en Johannes Calvijn waren gehuwd.